# 童德本
童德本，浙江会稽人，是一名清朝政治人物。
曾任福建霞浦县知县，1800年接替杨发和任永安县知县一职，1802由吴应韶接任。